# 頭内爆発音症候群
頭内爆発音症候群 (とうないばくはつおんしょうこうぐん、英語: Exploding head syndrome、EHS) は、寝入る直前や目覚めた直後に短時間の大きな幻聴が発生する状態のこと。不規則に発生し、通常痛みなどの深刻な健康問題は無いものの、閃光が見えるなどといった一時的な視覚障害が発生する場合がある。
原因は不明である。現在考えられているものでは耳の問題や側頭葉発作、神経の機能障害、突然変異などがあり、潜在的な要因としては心理的なストレスが関わっているとされている。睡眠障害や頭痛障害に分類されているが診断が確定しないこともよくある。
治療方法は確立されていない。安心させるだけで十分ともされ、対症療法としてクロミプラミンやカルシウム拮抗剤が投与されてきた。患者の割合についてはあまり研究されていないが、約10%の人が発症するとされ、女性により起こりやすいと報告されている。遅くとも1876年には類型化されており、現在の名称は1988年から使われている。